# Episodi di Alla conquista dell'Oregon
La prima e unica stagione della serie televisiva Alla conquista dell'Oregon (The Oregon Trail) è andata in onda negli Stati Uniti dal 21 settembre 1977 al 30 novembre 1977 (data dell'ottavo episodio prima della cancellazione) sulla NBC.
| nº | Titolo originale           | Prima TV USA      |
| -- | -------------------------- | ----------------- |
| 1  | Hard Ride Home             | 21 settembre 1977 |
| 2  | The Last Game              | 21 settembre 1977 |
| 3  | The Waterhole              | 28 settembre 1977 |
| 4  | Trapper's Rendezvous       | 12 ottobre 1977   |
| 5  | The Army Deserter          | 19 ottobre 1977   |
| 6  | Hannah's Girls             | 26 ottobre 1977   |
| 7  | Return From Death          |                   |
| 8  | The Scarlet Ribbon         | 30 novembre 1977  |
| 9  | The Gold Dust Queen        |                   |
| 10 | The Return of the Baby     |                   |
| 11 | Evan's Vendetta            |                   |
| 12 | Suffer the Little Children |                   |
| 13 | Wagon Race                 |                   |

## The Oregon Trail
- Prima televisiva: 10 gennaio 1976
- Diretto da: Boris Sagal
- Scritto da: Michael Gleason

### Trama
- Guest star:

## Hard Ride Home
- Prima televisiva: 21 settembre 1977
- Diretto da: Burt Brinckerhoff, Herb Wallerstein
- Scritto da: Michael Gleason, Eugene Price

### Trama
- Guest star: Hoke Howell (Vaughn), William Windom (Packy), Carole Tru Foster (Effie), John Vernon (Charles Shrigley), Wilford Brimley, Ken Swofford (Cutler)

## The Last Game
- Prima televisiva: 21 settembre 1977
- Diretto da: Herb Wallerstein
- Scritto da: Eugene Price

### Trama
- Guest star: Carole Tru Foster (Effie), Ken Swofford (Cutler), John Vernon (Charles Shrigley), Wilford Brimley, William Windom (Packy), Hoke Howell (Vaughn)

## The Waterhole
- Prima televisiva: 28 settembre 1977
- Diretto da: Virgil Vogel
- Soggetto di: Parker Browning

### Trama
- Guest star: William Phipps (Hayes), Jean Rasey (Elie Webster), Kim Hunter (Liz Webster), Lonny Chapman (Coe Webster)

## Trapper's Rendezvous
- Prima televisiva: 12 ottobre 1977
- Diretto da: Hollingsworth Morse
- Soggetto di: Robert Boxberger, Nicholas Corea, William Kelley

### Trama
- Guest star: Claude Akins (Lemus Harker), Ted Gehring (Tobias)

## The Army Deserter
- Prima televisiva: 19 ottobre 1977
- Diretto da: Herb Wallerstein
- Soggetto di: Stanley Roberts, Eugene Price

### Trama
- Guest star: Nicholas Hammond, Kevin McCarthy (Levering), Clu Gulager (Harris)

## Hannah's Girls
- Prima televisiva: 26 ottobre 1977
- Diretto da: Don Richardson
- Scritto da: Nicholas Corea

### Trama
- Guest star: Roy Gaintner (Mr. Stewart), Denise Galik-Furey (Libby Owens), Stella Stevens (Hannah Morgan), Billy Green Bush (Niles Sharpe), Maxine Olmstead (Mrs. Stewart), Suzanne Hunt (Kate Bowles), Mills Watson (Dixie Long)

## Return From Death
- Prima televisiva: non trasmesso
- Diretto da: Richard Benedict
- Soggetto di: John W. Bloch

### Trama
- Guest star: James Wainwright (Ephraim), Beth Brickell (Martha), Jack Hogan

## The Scarlet Ribbon
- Prima televisiva: 30 novembre 1977
- Diretto da: Bill Bixby
- Soggetto di: E. Jack Neuman

### Trama
- Guest star: Bill Bixby, Richard Jaeckel (Jess Smith), Donna Mills, William Shatner (Buford Cole)

## The Gold Dust Queen
- Prima televisiva: non trasmesso
- Diretto da: William Wiard
- Scritto da: Richard Collins

### Trama
- Guest star: Susan Howard

## The Return of the Baby
- Prima televisiva: non trasmesso
- Diretto da: Alan J. Levi
- Soggetto di: Lester William Berke, S. S. Schweitzer

### Trama
- Guest star:

## Evan's Vendetta
- Prima televisiva: non trasmesso
- Diretto da: Paul Stanley
- Soggetto di: Budd Arthur, Burt Arthur

### Trama
- Guest star: William Smith

## Suffer the Little Children
- Prima televisiva: non trasmesso
- Diretto da: John C. Champion
- Soggetto di: Norman Jolley, Richard H. Bartlett, Robert Hamilton

### Trama
- Guest star:

## Wagon Race
- Prima televisiva: non trasmesso
- Diretto da: Lewis Allen
- Scritto da: Elizabeth Wilson

### Trama
- Guest star: Mariette Hartley (Susan), Robert Fuller (Matthew Hancock), Robert Pine, Jean Rasey (Elie Webster), Elizabeth Cheshire (Jenny Hancock)